# Kaykhusraw II
Ghiyāth al-Dunyā wa al-Dīn Kay Khusraw ibn Kay Qubādh, Gıyaseddin Keyhüsrev II o Kaykhusraw II (... – 1246) fu sultano selgiuchide del Sultanato di Rum.
Figlio di Kayqubad I, divenne sultano nel 1237. Alla sua morte, gli successe, seppur per poco, il figlio primogenito Kaykaus II, che in seguito divise il governo con i suoi due fratelli.

## Biografia
Nel 1237, Ghiyāth al-Dīn Kay Khusraw si sposò in terze nozze con Gürcü Hatun, la figlia della regina della Georgia Rusudan e nipote del sultano selgiuchide Toghrul II. Il marito di Rusudan si era convertito alla cristianesimo ortodosso per sposarla. Gürcü Hatun, il cui nome di nascita era Tamara, per sposare in terze nozze il sultano si convertì invece all'Islam, prendendo il nome di Gürcü Hatun, che significava signora georgiana. Questo matrimonio avrebbe dovuto assicurare la pace tra i due regni. Kaykhusraw ebbe tra l'altro quattro figli, tre maschi e una femmina.
Il padre morì nel maggio del 1237, e Kaykhusraw successe al padre con l'appoggio di Saʿd al-Dīn Köpek e l'assassinio dei suoi fratelli.

### Il regno
Kaykhusraw ereditò un regno all'apice della sua potenza, che presto entrò in decadenza. Questa decadenza venne accelerata dall'influenza del visir Sa`d ad-Dîn Köpek, che aveva aiutato Kaykhusraw nella successione al trono e che aveva un forte ascendente sul sultano. Sotto la sua influenza furono eliminati tutti gli uomini di stato, che si ritrovò senza direzione.
Negli anni 1236/37, i Mongoli, appoggiati dai georgiani, devastarono l'Anatolia, arrivando fin sotto le mura di Sivas e di Malatya.

#### L'insurrezione di Baba Ishaq
Nel 1240, uno sceicco chiamato Baba Ishaq, o Baba Resül, si proclamò profeta, preannunciando una nuova era; comportandosi più come uno sciamano che come un dignitario musulmano, utilizzò i disordini esistenti all'interno dei governi musulmani per riunire attorno a sé le folle, e chiamò il popolo a insorgere contro l'amministrazione corrotta di Kaykhusraw. I ribelli, favoriti dal suo fervore, presero il controllo di Maraş, Kahta, Adıyaman, dichiarandole autonome. Le forze selgiuchidi furono sconfitte a Elbistan e Malatya. Da qui l'insurrezione si spostò verso Sivas che venne saccheggiata per poi dirigersi verso Amasya. Prima che gli insorti potessero raggiungere le regioni turche, però, Baba Ishaq venne catturato e impiccato dai Selgiuchidi.
Credendolo ancora vivo, però, i ribelli continuarono ad attaccare i Selgiuchidi, sconfiggendoli ancora una volta a Konya. Terrorizzato, il sultano abbandonò la città per rifugiarsi a Kubadabad, presso il suo visir Saʿd al-Dīn Köpek. L'esercito di Erzurum giunse a dar man forte a quello selgiuchide e, con una certa difficoltà, i due eserciti riuscirono a sedare la rivolta battendo gli insorti presso Malya nei pressi di Kırşehir.

#### Invasione mongola
Il sultanato mostrò tutta la sua debolezza quando le orde mongole, guidate da Bayju, invasero l'Anatolia nel 1241 e occuparono Erzurum. Per contenere l'invasione, Kaykhusraw riunì un esercito composto in gran parte da mercenari bizantini, armeni ed europei.
Nel 1243, Bayju tornò con una forza armata di trentamila uomini, mentre Kaykhusraw ne riuscì ad allineare ottantamila. Il 26 giugno 1243, nella battaglia di Köse Dağ, il sultano fu sconfitto dalle orde mongole e si rifugiò a Antalya, lasciando i Mongoli a prendere e saccheggiare prima Sivas e poi Kayseri. Mentre i Mongoli si stavano ritirando nei loro quartieri invernali, vennero raggiunti da ambasciatori del sultano, che riuscirono a convincere Bayju a sottoscrivere una pace, con la promessa di consegnargli numerose piazzeforti e di pagargli sostanziosi tributi annuali.
La sconfitta subita dal Sultano marcò il declino del sultanato di Rum. Le diatribe attorno alla successione aprirono la strada alle successive ingerenze mongole nella conduzione politica del regno. Questo periodo di egemonia mongola nel regno selgiuchide viene chiamato Ilkhanato.

### La successione
Alla sua morte nel 1246, Kaykhusraw II lasciò tre eredi maschi e una figlia, nati da tre mogli differenti, tutti ancora in giovane età, tra i sette e i dodici anni di età. I pretendenti erano:
- ʿIzz al-Dīn Kay Kāwus, nato nel 1234/35 e figlio della prima moglie, che era greca e figlia di un pope e che sposerà in seconde nozze il vizir Shams al-Din al-Isfahani. Questo primogenito salirà al trono alla morte del padre con il nome di Kaykaus II, e alla sua morte divise il regno tra i suoi fratelli[3].
- Rukn al-Dīn Qilij Arslān, nato verso il 1236/37. Figlio della seconda moglie, una turca, spartirà il suo regno con i fratelli, assumendo il nome di Qilij Arslan IV[3].
- ʿAlāʾ al-Dīn Kay Qubādh, nato verso il 1239/40. Figlio della terza moglie, favorita del sultano, Gürcü Hatun, che sposerà in seconde nozze il vizir Muʿīn al-Dīn Sulaymān (e che darà a Kaykhusraw II anche una figlia[3]). Questo terzogenito, secondo il volere del padre, avrebbe dovuto succedergli al trono con il nome di Kayqubad II[3].

La reggenza venne assicurata dal vizir Shams al-Din al-Isfahani, che divenne presto molto influente sposando la prima moglie del sultano, la madre di ʿIzz al-Dīn Kay Kāwus, che salirà al trono con il nome di Qilij Arslan IV. Tuttavia, i Mongoli imporranno, nel 1248, un triumvirato diviso con i fratelli.

## L'eredità
Nonostante dovesse regnare in un momento molto perturbato, il Sultano Kaykhusraw II avviò la costruzione di un buon numero di caravanserragli. La corte di Ağzikara Han, Incir Han, Kirkgöz Han, Pazar Han sorto nelle prossimità di un ponte costruito nella medesima epoca, Cimcimli Sultan Han, Çekereksu Han, Ibipsa Han, Çiftlik Han, Kargı Han, Susuz Han, Çakallı Han, Ezinepazar Han e Şarafsa Han.